# أوليفييه بودري
أوليفييه بودري (بالفرنسية: Olivier Baudry)‏ هو لاعب كرة قدم فرنسي في مركز الوسط، ولد في 12 يونيو 1973 في فان في فرنسا، وتوفي في 1 أكتوبر 2017 في مونبليار في فرنسا بسبب سرطان البنكرياس. شارك مع منتخب فرنسا تحت 21 سنة لكرة القدم ومنتخب بريتاني لكرة القدم. أما مع النوادي، فقد لعب مع نادي سانت إتيان ونادي سوشو ونادي لوزان ونادي ميلوز.

## وصلات خارجية
- أوليفييه بودري على موقع رابطة كرة القدم الفرنسية للمحترفين (الإنجليزية)
- أوليفييه بودري على موقع قاعدة بيانات كرة القدم.إي يو (الإنجليزية)
- أوليفييه بودري على موقع ليكيب (الفرنسية)